# Ebba Andersson
Pour les articles homonymes, voir Andersson.
Ebba Andersson est une fondeuse suédoise, née le 10 juillet 1997 à Delsbo. Elle ouvre son palmarès en championnat majeur avec l'argent du relais des mondiaux 2017 de Lahti. Lors du relais des Jeux olympiques de Pyeongchang 2018, elle remporte avec l'argent sa première médaille olympique. La saison suivante, lors des championnats du monde à Seefeld, elle remporte la médaille d'or sur le relais, premier titre mondial sur cette épreuve pour l'équipe suédoise féminine. Elle remporte ses premières médailles mondiales individuelles en 2021, avec deux en bronze et se classe troisième de la Coupe du monde le même hiver. En 2023, elle devient championne du monde du skiathlon et du 30km.

## Biographie
Commençant pour le club de Sollefteå, elle est active au niveau junior en ski de fond depuis l'hiver 2013-2014. Elle pratique aussi l'athlétisme, courant les épreuves de demi-fond (1 500 et 3 000 mètres).
Durant cette saison, elle est championne de Suède junior du cinq kilomètres libre et est sélectionnée pour les Championnats du monde junior, mais ne peut y participer en raison d'une fracture au poignet.
Aux Championnats du monde junior 2015, à Almaty, elle gagne une médaille de bronze sur le skiathlon.
Elle fait ses débuts en Coupe du monde en février 2015 à Östersund, où elle est 16e du dix kilomètres libre, ce qui lui attribue des points pour le classement général.
En 2016, elle devient double championne du monde junior, du dix kilomètres libre et du relais. Plus tard dans l'année, elle se fait opérer deux fois du genou et choisit de se concentrer davantage sur le ski.
Considérée comme un grand espoir du ski de fond suédois et même comparée à Charlotte Kalla, elle reste au niveau junior pour la saison 2016-2017. Elle dispute toutefois en novembre la course FIS de Bruksvallarnan, un cinq kilomètres libre, où elle devance Hanna Falk et Stina Nilsson.
Elle remporte deux médailles lors des mondiaux juniors, l'or du cinq kilomètres libre et l'argent du skiathlon, devancée par la Norvégienne Marte Mæhlum Johansen (pl).
Ebba Andersson fait partie de l'équipe suédoise qui dispute les des mondiaux 2017 de Lahti. Elle est alignée sur le skiathlon où elle termine 22e. Avec le relais suédois, également composé de Anna Haag, Charlotte Kalla et Stina Nilsson, elle remporte la médaille d'argent du relais quatre fois cinq kilomètres, derrière la Norvège, Nilsson s'imposant au sprint devant la Finlandaise Krista Pärmäkoski. Elle termine ces mondiaux par une 17e place sur le trente kilomètres.
Elle commence sa coupe du monde 2017-2018 à Davos où elle termine 28e. Elle participe ensuite à l'étape de Tobalch avant de privilégier une préparation pour les Jeux sur les courses de la coupe de Scandinavie plutôt que de participer au Tour de ski 2017-2018. Elle fait son retour sur le circuit de la coupe du monde à Planica où elle termine cinquième. Pour sa première participation aux Jeux olympiques, lors de l'édition de PyeongChang, elle est alignée sur le skiathlon, course où elle termine quatrième et remportée par sa compatriote Charlotte Kalla. Elle termine ensuite treizième du dix kilomètres. Lors du relais, elle est alignée en troisième position, la dernière relayeuse Stina Nilsson terminant à la deuxième place derrière Marit Bjørgen pour remporter la médaille d'argent. Elle obtient une treizième place sur le trente kilomètres. Après les Jeux, son meillezur résultat est une quatrième lors de la dernière course des Finales à Falun où elle termine dixième du mini-tour. Elle termine à la troisième place du classement général des classements des moins de 23 ans, derrière les Russes Natalia Nepryaeva et Anastasia Sedova.

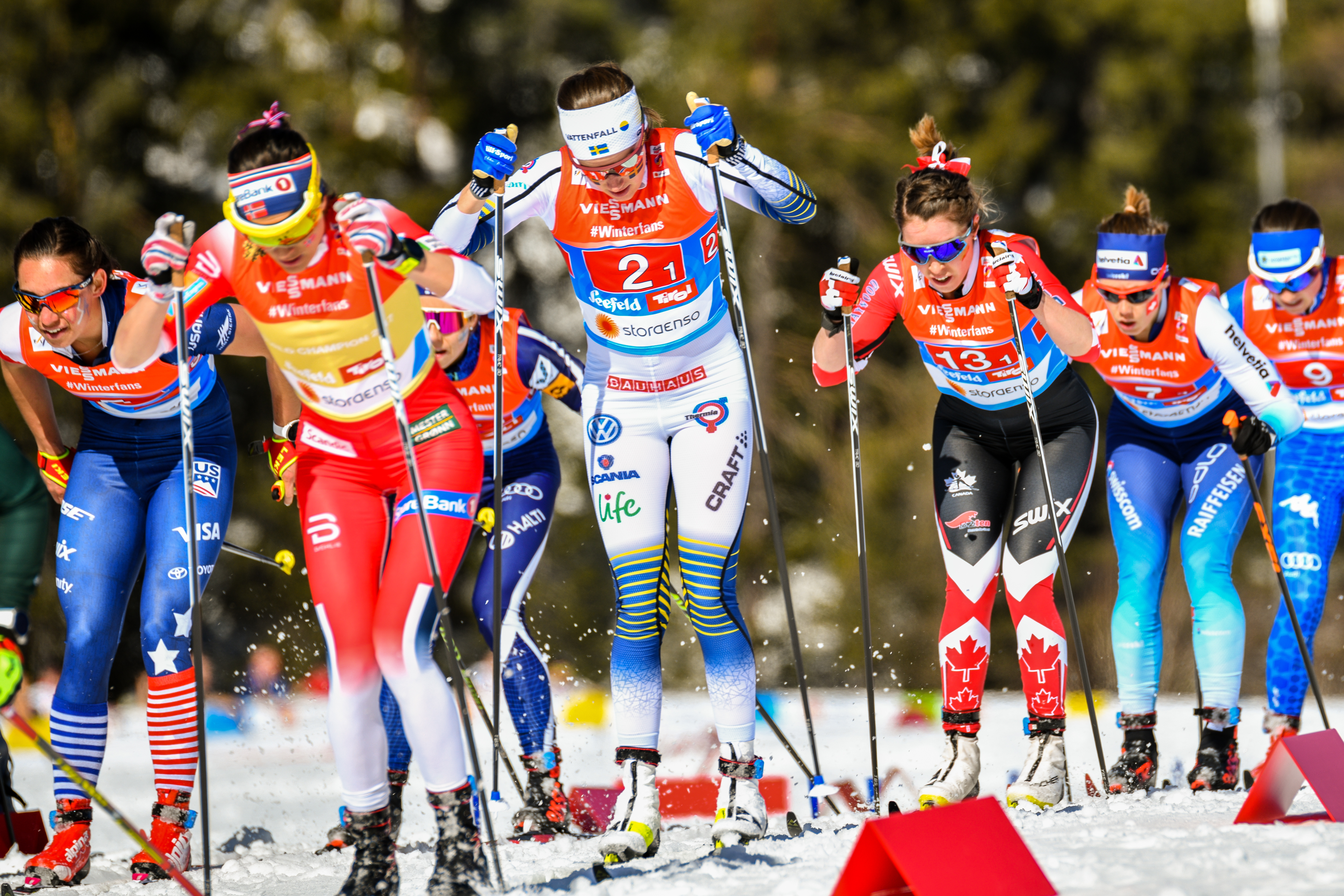
Ebba Andersson, avec le dossard no 2 sur le relais 4 × 5 km des championnats du monde 2019.

Elle commence sa saison suivante par une victoire sur un cinq kilomètres d'une course FIS à Bruksvallarna. Pour sa première course de la coupe du monde, elle termine troisième à Ruka, course remportée par Therese Johaug de retour après sa suspension, devant Charlotte Kalla. Elle termine ensuite deuxième du classement final du Nordic Opening disputé à Lillehammer, course de nouveau remportée par Johaug. Elle obtient ensuite deux place de quatrième, à Beitostolen, quinze kilomètres libre, et Davos, sur un dix kilomètres également disputé en style libre. Comme de nombreuses fondeuses, elle fait l'impasse sur le tour de ski, retrouvant la coupe du monde à Otepää où elle termine deuxième Therese Johaug du dix kilomètres. Elle enchaine par une troisième place à UlriceHamn. Elle termine à la seizième place du dix kilomètres, la première épreuve qu'elle dispute sur les Championnats du monde 2019 de Seefled. Sur le relais, elle est alignée en première position, sur le parcours classique, suivie ensuite par Frida Karlsson, Charlotte Kalla et Stina Nilsson, qui remporte le premier titre mondial suédois de relais 4 × 5 km. Elle est ensuite sixième du trente kilomètres. Elle obtient ensuite deux places sur le podium, avec une troisième place sur le trente kilomètres classique d'Oslo, puis une deuxième place sur le dix kilomètres libre de Falun.
Lors de sa préparation à la saison 2019-2020, elle se blesse au genou lors d'une séance de course à pied, articulation qui avait déjà nécessitée une opération en 2016. Après un retour victorieux sur une course FIS à Östersund, elle retrouve le circuit de la coupe du monde à l'occasion du Tour de ski, où elle termine troisième de la première étape, un dix kilomètres classique mass-start à Lenzerheide, derrière Therese Johaug et Heidi Weng. Elle est ensuite troisième du dix kilomètres libre de Toblach, derrière Johaug et Ingvild Flugstad Østberg puis deuxième de la mass-start classique de Val di Fiemme, course remportée par Astrid Uhrenholdt Jacobsen. Elle abandonne ensuite. Après deux top 10 à Nove Mesto, elle termine au quatrième rang du skiathlon d'Oberstdorf, battue à la photo-finish par l'Autrichienne Teresa Stadlober, Therese Johaug l'emportant devant Ingvild Flugstad Østberg. Elle résiste ensuite à Johaug lors d'une mass-start à Falun, terminant finalement à 6 s 5 de la Norvégienne. Lors du FIS Ski tour, épreuve par étapes se déroulant en Suède et en Norvège, elle obtient des quatrièmes place à Östersund, sur un dix kilomètres libre puis une poursuite en classique, la mass-start de Meraker et la poursuite finale de Trondheim, terminant finalement quatrième du mini-tour derrière trois Norvégiennes, Johaug, Weng et Østberg. Elle termine ensuite deuxième derrière Johaug sur un dix kilomètres classique à Lahti. Elle dispute ensuite les mondiaux des moins de 23 ans à Oberwiesenthal en Allemagne. Elle remporte aisément le dix kilomètres
, puis remporte ensuite son deuxième titre sur le quinze kilomètres libre. Elle termine ensuite troisième du trente kilomètres d'Oslo, remporté par sa compatriote Frida Karlsson devant Therese Johaug.
Lors de sa première course de la saison 2020-2021, elle s'impose à Bruksvallarna devant sa jeune rivale Frida Karlsson sur un dix kilomètres, celle-ci prenant sa revanche le lendemain sur la même distance mais en libre. Pour la première course de distance de la saison de coupe du monde, les deux Suédoises terminent sur le podium du dux kilomètres classique de Ruka, Karlsson deuxième devant Andersson, derrière Therese Johaug. Partie en quatrième position de la poursuite, elle finit en troisième sur la poursuite, derrière la Norvégienne et la Russe Tatiana Sorina. Elle est absente ensuite des deux étapes suivantes, à Davos et Dresde, la Suède décidant d'imiter la Norvège et de renoncer à disputer ces compétitions. Ses premiers résultats sur le Tour de ski sont difficiles avec une élimination dès la phase de qualification du sprint de la première étape, puis une douzième place de mass-start classique de Val Müstair qui hyopothèquent ses chances de victoire au général du tour. Après un seizième temps de la poursuite en style libre, elle obtient une troisième place du dix kilomètres à Toblach, derrière les Américaines Jessica Diggins et Rosie Brennan. Le lendemain elle est devancée au sprint par la Russe Yulia Stupak lors de la poursuite. Pour la première course sur le site de Val di fiemme, une mass-start en style classique, elle termine troisième, derrière Natalia Nepryaeva et l'Allemande Katharina Hennig. Vingtième du sprint, elle remporte la dernière étape, sa première victoire en coupe du monde, une mass-start se terminant par la montée de l'Alpe Cermis, terminant finalement troisième du tour, derrière Diggins et Yulia Stupak. Lors de l'étape suivante de la coupe du monde, à Lahti, elle termine quatrième du skiathon, puis est présente au sein de l'équipe suédoise qui prend la deuxième place du relais derrière la Norvège. Lors du dix kilomètres de Falun, en style classique, elle termine troisième derrière Diggins et Therese Johaug.

## Palmarès

### Jeux olympiques d'hiver
| Épreuve / Édition   | Sprint                           | Sprint                           | 10 km                            | 10 km                            | Skiathlon 2 × 7,5 km | 30 km | Relais | Relais                              |
| Épreuve / Édition   | libre                            | classique                        | libre                            | classique                        | Skiathlon 2 × 7,5 km | 30 km | Sprint | 4 × 5 km                            |
| JO 2018 Pyeongchang | Épreuve inexistante à cette date | —                                | 13e                              | Épreuve inexistante à cette date | 4e                   | 13e   | —      | Médaille d'argent, Jeux olympiques  |
| JO 2022 Pékin       |                                  | Épreuve inexistante à cette date | Épreuve inexistante à cette date | 6e                               | 10e                  | 8e    |        | Médaille de bronze, Jeux olympiques |

Légende :
- : première place, médaille d'or
- : deuxième place, médaille d'argent
- : troisième place, médaille de bronze
- : pas d'épreuve
- — : Non disputée par Andersson

### Championnats du monde
| Épreuve / Édition        | Sprint                           | Sprint                           | 10 km/15 km                      | 10 km/15 km                      | Skiathlon                 | 30 km/50 km          | Relais                           | Relais                    |
| Épreuve / Édition        | libre                            | classique                        | libre                            | classique                        | Skiathlon                 | 30 km/50 km          | Sprint                           | 4 × 5 km / 7.5 km         |
| Mondiaux 2017 Lahti      | —                                | Épreuve inexistante à cette date | Épreuve inexistante à cette date | —                                | 22e                       | 17e                  | —                                | Médaille d'argent, monde  |
| Mondiaux 2019 Seefeld    | —                                | Épreuve inexistante à cette date | Épreuve inexistante à cette date | 16e                              | —                         | 6e                   | —                                | Médaille d'or, monde      |
| Mondiaux 2021 Oberstdorf | Épreuve inexistante à cette date | —                                | Médaille de bronze, monde        | Épreuve inexistante à cette date | Médaille de bronze, monde | 4e                   | —                                | 6e                        |
| Mondiaux 2023 Planica    | Épreuve inexistante à cette date | —                                | Médaille de bronze, monde        | Épreuve inexistante à cette date | Médaille d'or, monde      | Médaille d'or, monde | Épreuve inexistante à cette date | Médaille de bronze, monde |
| Mondiaux 2025 Trondheim  |                                  | Épreuve inexistante à cette date | Épreuve inexistante à cette date | Médaille d'or, monde             | Médaille d'or, monde      |                      |                                  | Médaille d'or, monde      |

Légende :
- : première place, médaille d'or
- : deuxième place, médaille d'argent
- : troisième place, médaille de bronze
- : pas d'épreuve
- — : Non disputée par Ebba Andersson

### Coupe du monde
- Meilleur classement général : 3e en  2021.
- 30 podiums individuels : 7 victoires, 12 deuxièmes places et 11 troisièmes places.
- 6 podiums en relais : 2 victoires et 4 deuxièmes places.
- 1 podium en épreuve par équipes mixte :  1 deuxième place.

#### Courses à étapes
- 13 podiums, dont 1 victoire d'étape.
- Nordic Opening : 3 podiums d'étape (deux en 2018, un 2020)
- Finales : 1 podium d'étape.
- Tour de ski :
  - 9 podiums, dont 1 victoire.

#### Détail des victoires
| Épreuve / Édition | Sprint | Sprint    | 10 km       | 10 km     | Skiathlon 2 × 10 km | 15 km / 20 km | 15 km / 20 km | 30 km | Tour de ski ou Nordic Opening |
| Épreuve / Édition | libre  | classique | libre       | classique | Skiathlon 2 × 10 km | libre         | classique     | 30 km | Tour de ski ou Nordic Opening |
| 2022-23           |        |           | Les Rousses | Ruka      |                     | Toblach       | Les Rousses   |       |                               |
| 2023-24           |        |           |             | Ruka      | Trondheim           |               |               |       |                               |
| 2024-25           |        |           |             | Falun     |                     |               |               |       |                               |

##### Victoires d'étapes
| Date            | Lieu          | pays   | Compétition | Discipline  |
| --------------- | ------------- | ------ | ----------- | ----------- |
| 10 janvier 2021 | Val di Fiemme | Italie | Tour de Ski | 10 km TL MS |

Légende :

TC = classique

TL = libre

MS = départ en masse

HS = départ avec handicap

PU = poursuite

#### Classements détaillés
| Saison / Épreuve | Général' | Général' | Distance | Distance | Sprint | Sprint |         | Tour de ski depuis 2007          | Finales depuis 2008 Ski tour Canada (2016) | Nordic Opening depuis 2011 |
| ---------------- | -------- | -------- | -------- | -------- | ------ | ------ | ------- | -------------------------------- | ------------------------------------------ | -------------------------- |
| Saison / Épreuve | Place    | Points   | Place    | Points   | Place  | Points |         | Tour de ski depuis 2007          | Finales depuis 2008 Ski tour Canada (2016) | Nordic Opening depuis 2011 |
| 2015             | 100e     | 15       | 70e      | 15       |        |        | —       | —                                | —                                          |                            |
| 2018             | 26e      | 263      | 15e      | 211      |        |        | —       | 10e                              | —                                          |                            |
| 2019             | 7e       | 918      | 5e       | 646      | 45e    | 22     | —       | 5e                               | 2e                                         |                            |
| 2020             | 7e       | 891      | 3e       | 717      | 50e    | 24     | abandon | Épreuve inexistante à cette date | —                                          |                            |
| 2021             | 3e       | 1011     | 2e       | 640      | 64e    | 11     | 3e      | Épreuve inexistante à cette date | 3e                                         |                            |

### Championnats du monde junior et moins de23 ans
Ebba Andersson participe à trois éditions des championnats du monde junior, remportant un total de cinq médailles, trois d'or avec le dix kilomètres libre, le relais en 2016 et le cinq kilomètres libre en 2017, l'argent du skiathlon en 2017 et le bronze sur le skiathlon en 2015.
| Épreuve / Édition            | Sprint                           | Sprint                           | 5 km                             | 5 km                             | 10 km Libre                      | Skiathlon                        | Relais               |
| Épreuve / Édition            | libre                            | classique                        | libre                            | classique                        | 10 km Libre                      | Skiathlon                        | Relais               |
| Mondiaux 2015 Almaty         | Épreuve inexistante à cette date | —                                | 8e                               | Épreuve inexistante à cette date | Épreuve inexistante à cette date | Médaille de bronze, monde        | 4e                   |
| Mondiaux 2016 Rasnov         | 19e                              | Épreuve inexistante à cette date | Épreuve inexistante à cette date | 6e                               | Médaille d'or, monde             | Épreuve inexistante à cette date | Médaille d'or, monde |
| Mondiaux 2017 Soldier Hollow | Épreuve inexistante à cette date | —                                | Médaille d'or, monde             | Épreuve inexistante à cette date | Épreuve inexistante à cette date | Médaille d'argent, monde         | —                    |

Légende :
- : première place, médaille d'or
- : deuxième place, médaille d'argent
- : troisième place, médaille de bronze
- : pas d'épreuve
- — : Non disputée par Andersson

| Épreuve / Édition            | Sprint | Sprint                           | 10 km classique      | Skiathlon            | Relais mixte |
| Épreuve / Édition            | libre  | classique                        | 10 km classique      | Skiathlon            | Relais mixte |
| Mondiaux 2020 Oberwiesenthal | —      | Épreuve inexistante à cette date | Médaille d'or, monde | Médaille d'or, monde | —            |

### Coupe de Scandinavie
- 7 podiums.

### Championnats de Suède
- 3 victoires en 2019 : dix et quinze kilomètres classique et trente kilomètres libre.
- 3 victoires en 2021 : quinze kilomètres classique, dix et trente kilomètres libre.